# Justin Bornand
Justin Bornand (* 15. März 1816 in Sainte-Croix; † 1. März 1865 ebenda) war ein Schweizer Politiker und Richter. Von 1851 bis 1853 gehörte er dem Nationalrat an.

## Biografie
Bornand übte wie sein Vater vor ihm den Beruf des Kaufmanns aus. Von 1847 bis 1849 war er Richter am zivilen Bezirksgericht in Grandson. Ebenfalls 1847 nahm er am Sonderbundskrieg als Schützenhauptmann teil. 1849 wurde ihm die Beförderung zum Major angeboten, die er jedoch ablehnte. 1857 und 1860 amtierte er als Militärrichter in den Jahren 1859/60 als stellvertretender Oberrichter.
1849 wurde Bornand, der radikalliberale Ansichten vertrat, in den Grossen Rat des Kantons Waadt gewählt. Bei den Nationalratswahlen 1851 kandidierte er mit Erfolg im Wahlkreis Waadt-Nord. 1853 trat er sowohl als Grossrat als auch als Nationalrat zurück. Von 1854 bis 1861 amtierte er als Präfekt von Sainte-Croix.